# مادیاس انزسو
مادیاس انزسو (انگلیسی: Madias Nzesso؛ زادهٔ ۲۰ آوریل ۱۹۹۲) وزنه‌بردار زن اهل کامرون است.
وی در مسابقات کشوری و بین‌المللی در مجموع برندهٔ ۱ مدال برنز شده‌است.